# Empeine (pie)

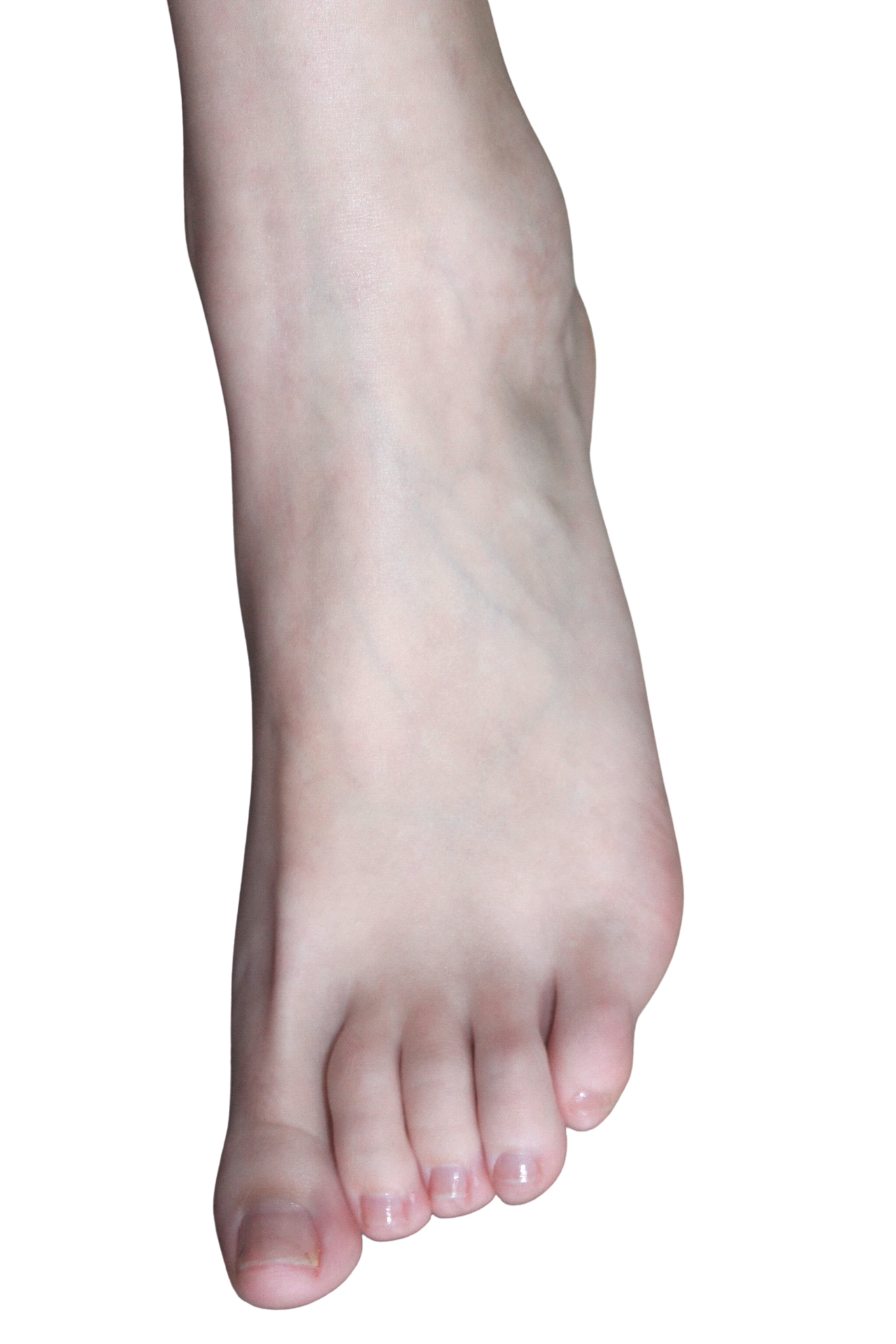
Empeine del pie.

El empeine (de «en-» y «peine», conjunto del tarso y metatarso, por su semejanza con un peine) es la parte superior del pie (humano), ubicada entre la caña de la pierna y el principio de los dedos.
También se denomina de la misma forma a la parte del calzado (principalmente las botas) que va desde la caña hasta la pala.
Es asimismo el nombre de una posición muy utilizada por las bailarinas de danza clásica o gimnasia rítmica y muy utilizado por los balompedistas para pegarle al balón.